# Ewa Maydell
Ewa Maydell z domu Paunowa, bułg. Ева Майдел z domu Паунова (ur. 26 stycznia 1986 w Sofii) – bułgarska polityk, posłanka do Parlamentu Europejskiego VIII, IX i X kadencji, przewodnicząca Ruchu Europejskiego.

## Życiorys
Ukończyła stosunki międzynarodowe i zarządzanie w biznesie na amerykańskiej prywatnej uczelni John Cabot University w Rzymie, pełniąc w trakcie studiów funkcję przewodniczącej samorządu studenckiego. Pracowała w think tanku IDLO, następnie została zatrudniona w delegacji ugrupowania Obywatele na rzecz Europejskiego Rozwoju Bułgarii w Europarlamencie. Była asystentką posłanki Iliany Iwanowej, następnie została koordynatorką delegacji GERB-u we frakcji Europejskiej Partii Ludowej.
W wyborach w 2014 z listy swojej partii Ewa Paunowa uzyskała mandat eurodeputowanej VIII kadencji. W listopadzie 2017 została nową przewodniczącą Ruchu Europejskiego w miejsce Jo Leinena; organizacją tą kierowała do 2023. W 2019 i 2024 była wybierana na kolejne kadencje Europarlamentu.
W 2017 zawarła związek małżeński z austriackim prawnikiem Niklasem Maydellem.